# 米洛什·赫布斯特
米洛什·赫布斯特（捷克語：Miloš Herbst，1942年5月6日—），捷克男子足球运动员，场上位置是前锋。他曾代表捷克斯洛伐克国奥队参加1968年夏季奥林匹克运动会足球比赛，获得第九名。